# Oenothera stubbei
Oenothera stubbei är en dunörtsväxtart som beskrevs av W. Dietrich, P.H. Raven och W.L. Wagner. Oenothera stubbei ingår i släktet nattljussläktet, och familjen dunörtsväxter. Inga underarter finns listade i Catalogue of Life.